# Taro (Po)
El Taro, antigament anomenat Tarus, és un riu del nord d'Itàlia afluent del riu Po pel sud.